# Gustaf Kjellvander
Jan Gustaf Lennart Kjellvander, född 25 april 1980 i Malmö, död 18 juni 2011 i Malmö, var en svensk musiker och låtskrivare. 
Gustaf Kjellvander var frontfigur i bandet The Fine Arts Showcase och spelade tidigare i Sideshow Bob och Songs of Soil, det senare tillsammans med sin äldsta bror Christian Kjellvander. 
Kjellvander växte upp i Seattle i USA, vilket på många sätt kom att prägla hans musik. 1991 flyttade familjen hem till Sverige igen och som 15-åring startade Gustaf Kjellvander sitt första band Sideshow Bob.
2007 tilldelades Gustaf Kjellvander Malmö stads kulturpris för konstnärlig utveckling. Han avled i sömnen 2011.

## Diskografi

### Songs of Soil

#### Album
- 2000 – The Painted Trees of Ghostwood

#### Singlar
- 2000 – Heather Bend

### The Fine Arts Showcase

#### Album
- 2004 – Gustaf Kjellvander proudly presents The Fine Arts Showcase and the Electric Pavilion
- 2006 – Radiola
- 2007 – Sings Rough Bunnies
- 2009 – Dolophine Smile